# Psilanderaffären

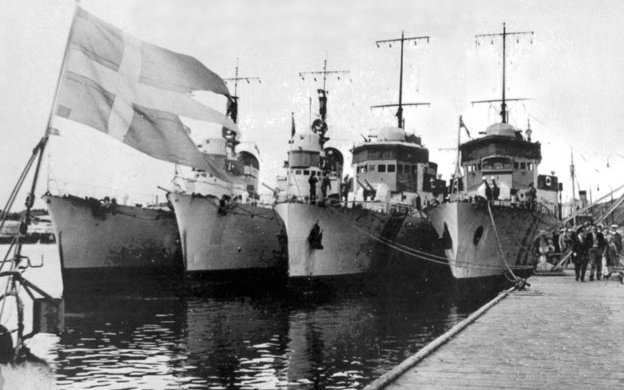
Från vänster till höger: jagarna,, och på Nya Varvet i Göteborg den 10 juli 1940.

Psilanderaffären var en incident som inträffade i Skálafjørður (danska: Skaalefjord) nära Tórshavn på Färöarna den 20 juni 1940 då de fyra svenska jagarna HMS Psilander, Puke, Romulus och Remus togs i beslag av brittiska flottan. Tillslaget ska ha skett av oro för att tyska flottan annars skulle beslagta jagarna och ta dem i tysk tjänst när de lämnat Nordsjön.
Att svenska jagare befann sig vid Färöarna, vid en för Storbritannien kritisk tidpunkt i juni 1940, berodde på det akuta behov av krigsmateriel som uppstod på svensk sida vid andra världskrigets utbrott i september 1939. Italien var ett av få länder som kunde sälja lämplig materiel och ett snabbt inköp av fyra jagare genomfördes. Fartygen testades i La Spezia under mars och april 1940. Efter en lång och dramatisk hemresa, fördröjd bland annat av hastigt uppkomna reparationsbehov och svårigheten att skaffa drivmedel, hamnade jagarna tillsammans med det medföljande passagerarfartyget Patricia och tankern Castor vid Färöarna, sedan striderna i Västeuropa tvingat fartygen att undvika området runt Engelska kanalen.
En dryg vecka senare återfick Sverige de beslagtagna jagarna efter intensiv diplomatisk aktivitet, och fartygen kunde slutligen segla till Göteborg. Eftersom jagarstyrkans befälhavare kommendörkapten Torsten Hagman hade överlämnat rustade svenska örlogsfartyg till främmande makt utan strid, ifrågasattes hans handlande och förberedande förhör hölls vid fältkrigsrätten vid Västkustens marinkommando. Då ärendet inte gick vidare till rättegång blev Hagman heller aldrig offentligt friad i domstol för sitt beslut.

## Bakgrund

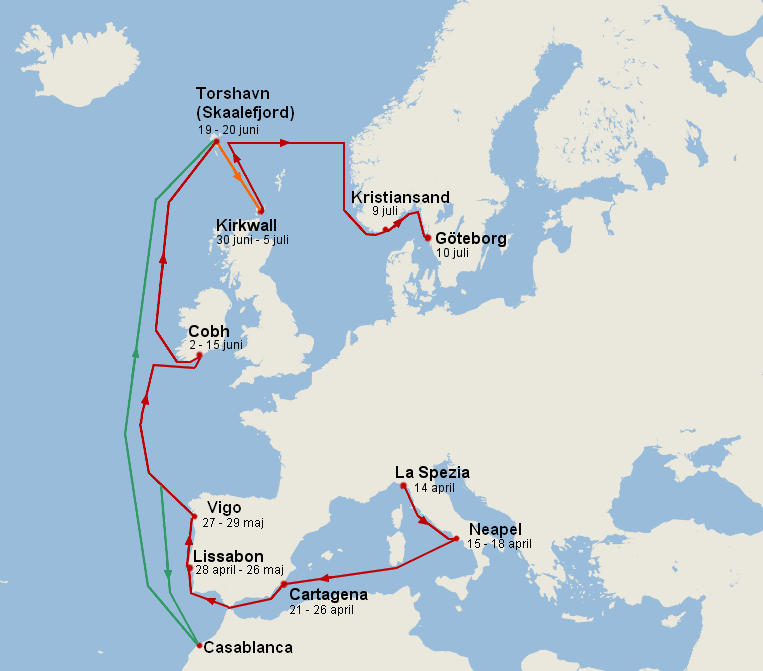
Rött: Jagarnas färdväg från La Spezia till Torshamn samt från Kirkwall till Göteborg under svenskt befäl. Orange: Under brittiskt befäl från Torshamn till Kirkwall. Grönt: Tankern Castors färd som enskilt fartyg, bl.a. via Casablanca.

När andra världskriget bröt ut uppstod ett akut behov av att förstärka den svenska krigsmakten med ny krigsmateriel. I december 1939 utsåg Kungl Maj:t en kommission med uppdrag att i Italien köpa, till en början torpeder och motorer till torpedbåtar, och om så erbjöds färdiga fartyg i första hand jagare och motortorpedbåtar samt eventuellt även kryssare. Kommissionen bestod av mariningenjören av 1. graden i flottans reserv Holger Graffman, kaptenerna vid flottan Johan Gabriel Oxenstierna och Henning Hammargren, den senare marinattaché, samt mariningenjören Samzelius.

### Inköp

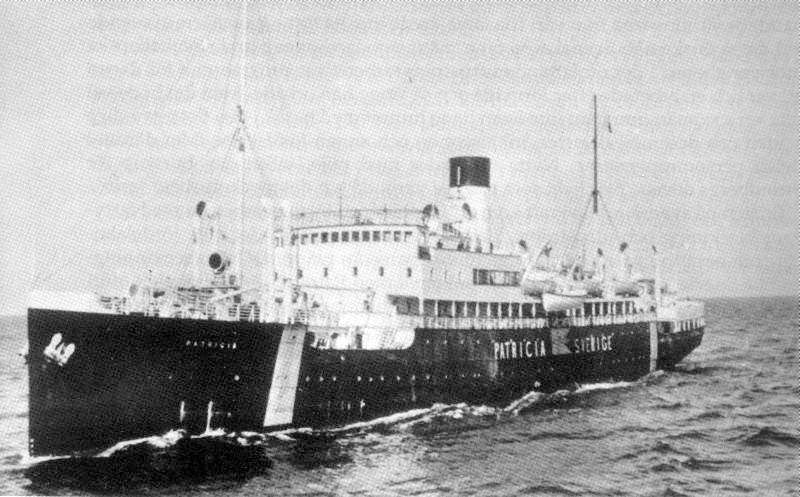
Passagerarfartyget Patricia på väg till La Spezia i mars 1940. Livbåtar är utsvängda för omedelbar användning.

Det fanns tveksamhet från svensk sida om köp av två jagare ur italienska Sella-klassen. Dessa var sjösatta 1926 och ansågs ha passerat sin åldersgräns innan de tagits i bruk i Sverige. Men det italienska budet var två Sella- och två Spica-3-klass jagare. Den sistnämnda klassen var sjösatt 1934, och betydligt modernare. Den 21 januari 1940 var samtliga kontrakt klara för inköp av fyra jagare, fyra motortorpedbåtar med mera. De fyra motortorpedbåtarna av MAS-klassen, vilka i Sverige blev T11-T14, transporterades hem på M/S Boreland från La Spezia till Göteborg i mars 1940. Sverige fick också köpa annan krigsmateriel för sammanlagt 250 miljoner kronor. Totalt mellan 700 och 800 järnvägsvagnar krigsmateriel rullade från Italien till Sverige, minor, torpeder, ammunition, reservdelar, bombsikten och riktmedel till kanoner. Senare under våren 1940 köptes 216 flygplan, dels jaktplanen Fiat CR.42 (J 11) och Reggiane Re.2000 (J 20), och dels bomb- och spaningsplanet Caproni Ca.313 (B 16). Dessutom köptes ett stort antal flygplansmotorer och kulspruteammunition.

### Besättningarnas resa till Italien
Statsminister Per-Albin Hansson stod personligen bakom utnämningen av kommendörkapten 2. graden Torsten Hagman, till avdelningschef (AC) för flottstyrkan. Hagman hade varit adjutant till Per-Albin Hansson, när den senare var försvarsminister på 1920-talet.
Svenska Lloyds passagerarfartyg Patricia hyrdes och omvandlades snabbt till "hjälpkryssare" i flottan. Fartyget utrustades med en 12 cm kanon och två 8 mm kulsprutor. Det örlogsflaggade fartyget var efter återkomsten avsett att bli moderfartyg för det stigande antalet ubåtar. De fyra jagarbesättningarna, sammanlagt 450 man, embarkerade i Göteborg och tillsammans med Patricias besättning på 36 man påbörjades resan mot La Spezia den 4 mars 1940. Jagarbesättningarna kom till stor del från de i Sverige infrusna jagarna HMS Sigurd och HMS Ragnar,  samt HMS Vidar och HMS Wale. Då Göteborg blockerades av en halv meter tjock is, fick Patricia isbrytarhjälp ut i Skagerack. Utan allvarligare störningar eller tillbud anlände Patricia till La Spezia den 19 mars.

### Klargörning och prov
Den 27 mars halades de italienska flaggorna på jagarna Bettino Ricasoli, Giovanni Nicotera, Spica och Astore och svenska örlogsflaggor hissades på Puke, Psilander, Romulus och Remus, som jagarna döpts till. Från början var de två sistnämnda tänkta att heta Mode och Magne, men den italienska marinledningen lät förstå att ett par av fartygen borde få ett namn som påminde om deras ursprungsland. Namnändringen underlättade avsevärt det fortsatta samarbetet. Under provturerna gick fartygen på "mätt mil" utanför La Spezia, artilleri och torpeder provsköts, dimbildare provades, med mera.

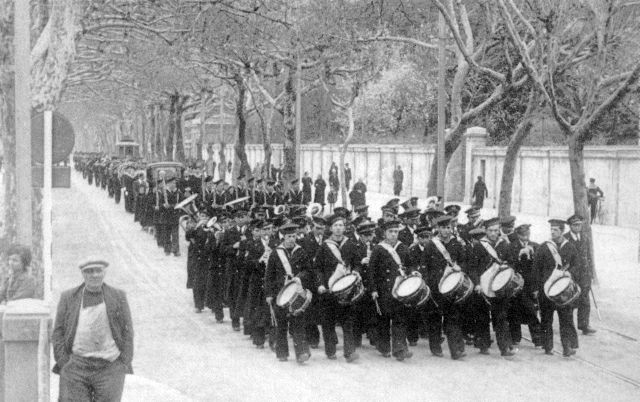
Italiensk musikkår och hederskompani leder processionen på väg till minnesgudstjänst för förolyckade radiokorpralen Erik Larsson i La Spezia.

#### Dödsolycka
För besättningarna fanns uppenbara risker vid provkörning och trimning av maskiner och materiel. En dödsolycka inträffade när 1. radiomannen, radiokorpralen Erik Larsson, arbetade med felsökning av sändaren i radiohytten på Romulus den 4 april tillsammans med 2. radiomannen Tage Sundgren. När Larsson skulle undersöka en kontakt på sändarens baksida kom han i kontakt med högspänning. Brännskadad i vänstra handen kom Larsson fram från sändarens baksida och sjönk ihop i radiohytten. Upplivningsförsök var förgäves, och på militärsjukhus dödförklarades Larsson. En minnesceremoni hölls två dagar senare med både svenskt och italienskt deltagande, och stoftet togs med på Patricia för begravning i Sverige.
Under arbetet med provturer och intrimning fick besättningsmedlemmarna olika inblickar i den italienska kulturen.

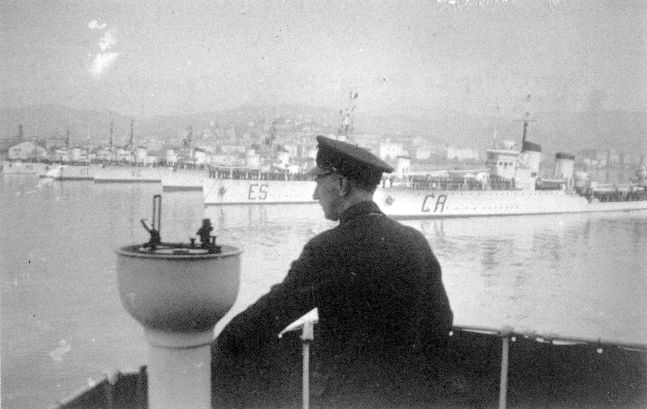
Kommendörkapten Hagman på bryggan på HMS Puke vid avfärden från La Spezia. Italienska jagarbesättningar mannar reling.

| ”                                            | Garderobsdörrarna hade speglar som täckte hela insidan. I dem kunde man spegla sig både fram och bak och se sig i helfigur. För de klädmedvetna italienska officerarna var det självklart att man skulle ha manshöga speglar. | „ |
| – Fänrik John Rumenius, 3:e officer på Remus | |   |

| ”                                   | Italienarna är ett sjungande folk. Tiden för avgång från La Spezia närmade sig och de sista skavankerna på båtens utsida höll på att målas över. Han var glad och då sjunger man ju. Inte tyst för sig själv utan med sina lungors fulla kraft. Sällan har jag hört "O sole mio" låta så vackert. Tänk er en "pillemasare" på varvet i Karlskrona i glädje sätta igång och sjunga. Jag kan i alla fall inte det. | „ |
| – Erik Persson, eldare på Psilander | |   |

### Hemresan påbörjas
Utrustningsarbeten och provturer var avslutade den 13 april. Det italienska marinministeriet hade tidigare gett sitt tillstånd till en "shakedown cruise" till Tripolis och åter, men det tyska anfallet på Danmark och Norge den 9 april omöjliggjorde detta. Det var därefter angeläget att jagarna snarast lämnade Italien. På första delen av resan fanns också två italienska mariningenjörer och sju maskinunderofficerare med ombord på jagarna för att avhjälpa maskinhaverier.
I Rom försökte den svenska marinattachén att från engelska myndigheter utverka fri passage för flottstyrkan genom Gibraltar sund, och fram till Lissabon. Utverkande av fri lejd från Tyskland sköttes samtidigt av  legationen i Berlin.
Jagarna avseglade från La Spezia den 14 april och anlände till Neapel dagen därpå, den 15 april klockan 12.00. Besöket i Neapel gjordes som ett anmält örlogsbesök, för att understryka att jagarna hade skiftat till svensk flagg. För besättningarna betydde det att man efter avslutade arbeten ombord kunde gå iland som vid ett normalt örlogsbesök. På depåfartyget Patricia lastades 30 inköpta torpeder samt en riklig mängd reservdelar till jagarna och de redan levererade motortorpedbåtarna. Även en del ammunition lastades ombord på Patricia. Den 18 april lämnade flottstyrkan Neapel med Lissabon som planerad bunkringsplats. Patricia gick först i kolonnen som farthållare, med 12 knops fart. Därefter följde i samma ekonomifart HMS Puke, med kommendörkapten Torsten Hagman som fartygschef (FC) och avdelningschef (AC). Efter Puke kom HMS Psilander med kapten Agne Löfgren som FC, HMS Romulus med kapten Rolf Ström som FC, och sist i kolonnen HMS Remus med kapten Edward Hamilton som FC.
| ”                                                    | En månads vistelse hade italienfrälst oss för livet. Vi reste från ett vackert land med vänliga människor. | „ |
| – Korpral Curt Lennerhed, skeppsnummer 1 på Romulus. | |   |

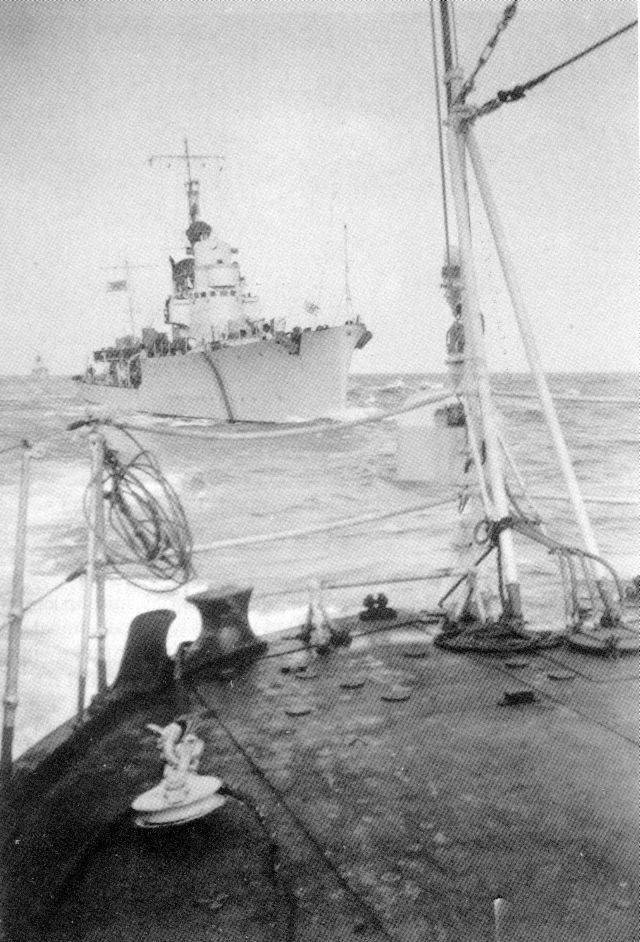
HMS Romulus under gång på Medelhavet, akter om HMS Psilander.

Den 20 april meddelade den brittiske marinattachén i Rom att "Admiralty skulle garantera fri lejd för eskadern på samma sätt som hade skett med Boreland och Patricia. Bäst för Er att ta vägen genom Engelska kanalen, varvid tyskarna lämpligen kan överta ansvaret i höjd med Rotterdam." Sjöförsvarets kommandoexpedition meddelade trots det, till den tyska beskickningen i Stockholm, att jagarstyrkan planerade att färdas via Irland och Färöarna till norska kusten och därefter kustnära till Göteborg.

#### Kollision
Vid middagstid samma dag, den 20 april, fick Puke maskinhaveri och gick ur formeringen utan att meddela sin avsikt till efterföljande Psilander, som inte hann att gira undan utan i måttlig fart träffade Pukes akter med sin förstäv. Puke fick ett propellerskydd bortslitet, och i hålet efter detta rann vatten in. På Psilander hade nitar lossnat i de tillbucklade plåtarna i stäven, vilket också orsakade en mindre läcka. Då de vattentäta skotten höll, kunde båda jagarna efter ett tag fortsätta med 12 knop, och flottstyrkan gick mot Cartagena i Spanien för reparation, dit man kom den 21 april. 

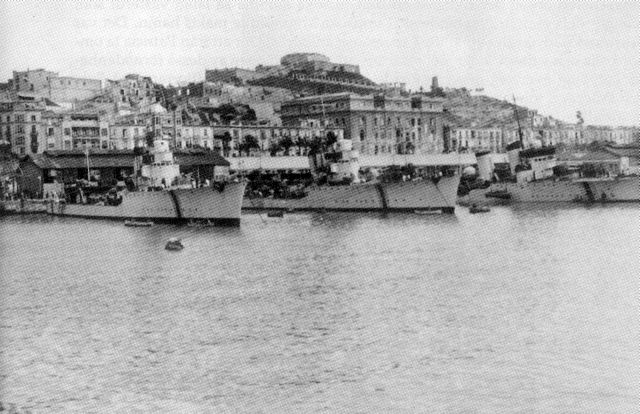
Bild från Cartagena i Spanien, april 1940. Från vänster till höger: HMS Remus, HMS Romulus, och HMS Puke, den sistnämnda kränger för att laga aktern.

### I Spanien och Portugal
I Cartagena arbetade de spanska arbetarna snabbt och effektivt med reparationerna, trots att förstörelsen på örlogsvarvet var stor efter inbördeskriget. Psilander dockades för reparation, medan Puke reparerades utan dockning. På grund av den oplanerade ankomsten till Cartagena kom en stor del av sekretessen kring jagarna och hemfärden, att brytas. Efter förrådskomplettering avgick jagarna den 26 april till Lissabon, dit Patricia hade sänts i förväg för att ta emot beställd olja.
Under tiden i Cartagena, den 23 april, hade den italienske marinchefen amiral Cavagnari, per telefon meddelat den svenske marinattachén att fartygen snarast borde komma iväg hem. "Det bör gå på mindre än tre veckor, men pass opp så att inte tyskarna gör fartygen illa i Kielkanalen." Detta uttalande har senare tolkats som att amiralen var införstådd med Hitlers planer att gå till anfall i väster i början av maj.
| ”                                            | Jag brukade alltid lyssna på de brittiska radioutsändningarna från Malta och Gibraltar. Efter passagen av Gibraltar hörde jag den brittiske hallåmannen läsa upp följande meddelande: "De jagare som Italien lånat ut till Sverige passerade i dag Gibraltar. De är nu på väg till Lissabon." Det kanske inte var så överraskande att höra hallåmannen säga "lånat ut", men vad som förvånade mig var den fräna tonen. | „ |
| – Fänrik John Rumenius, 3:e officer på Remus | |   |

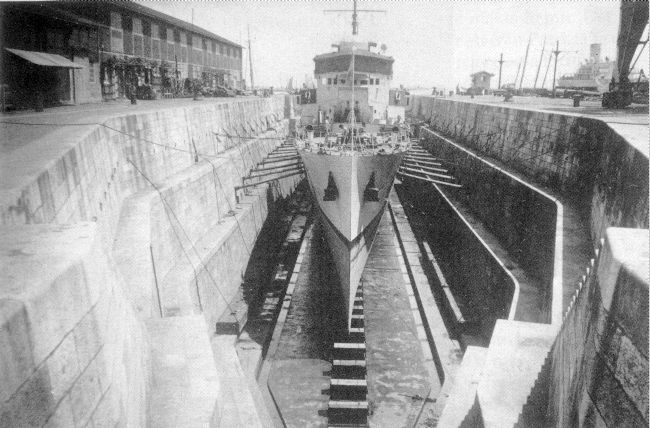
HMS Puke repareras i docka i Lissabon.

Flottstyrkan anlände till Lissabon 28 april och ankrade på floden Tejo, där ursprungsplanen var att snabbt bunkra olja och färskvatten, för att därefter fortsätta till Cobh på Irland. Väntan i Lissabon visade sig bli månadslång eftersom ingen olja gick att få tillgång till, enbart färskvatten. Pukes skador från kollisionen i Medelhavet åtgärdades slutligen med reparation i docka. 
Jagarnas färd följdes nu noga i London. I ett PM till sjöförsvarets kommandoexpedition meddelade svenska UD:
| ”                                                                          | Beskickningen i London upplyser att man i brittiska utrikesministeriet förordat att jagarna beordras att tills vidare kvarstanna i Lissabon och att man under rådande förhållanden bestämt måste avråda från att hemtransportera desamma. | „ |
| – Telegram från UD till sjöförsvarets kommandoexpedition den 29 april 1940 | |   |

Detta meddelande nådde däremot inte kommendörkapten Hagman i Lissabon. Den 10 maj gick Tyskland till anfall mot Nederländerna, Belgien och Frankrike på västfronten, vilket stängde jagarnas färdväg genom Engelska kanalen. Under tiden arbetade man i Stockholm på att få olja till jagarna från annat håll och chefen för marinen (CM) meddelade jagarstyrkan den 15 maj att ett svenskt tankfartyg var att vänta inom fyra till fem dagar.  Den svenska tankern M/T Castor hade rekvirerats och beordrades att ansluta till jagarstyrkan. Den 21 maj kom Castor fram till Lissabon med 14 495 ton olja, varav hälften dieselolja. Dessutom hade fartyget mer än 1 000 ton färskvatten i sina tankar vilket förväntades göra jagarna självförsörjande. 

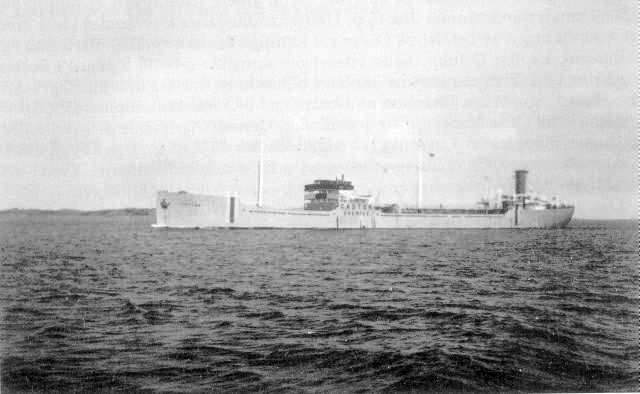
Trelleborgstankern Castor utanför Vigo i Spanien i maj 1940.

En serie telegram sändes från chefen för marinen:
| ”                                                                          | Tidsnummer 1400, den 24.5.40 Castor med last har övergått till staten. Kapten Juhlin har konstituerats löjtnant i res. Örlogsfartyg. Örlogsflagg. Ingår i eder styrka. Avgång snarast möjligt enligt plan Queenstown. Meddela avgångstid. Tidsnummer 1109, den 26.5.40 Rederiet lovat meddela Castor omedelbart träda under edert befäl och avgå tillsammans med eder. Besättningens löner ordnas på samma sätt som på Patricia. Eder underställd styrka skall hållas samlad. Castor får ej detacheras. | „ |
| – Telegram från chefen för marinen till kommendörkapten Hagman i Lissabon. | |   |

Tankfartyget blev nu formellt örlogsfartyget HM Transportfartyg Castor och befälhavaren John Juhlin blev alltså samtidigt löjtnant i flottans reserv.
Den 26 maj lämnade flottstyrkan Lissabon, och den 27 maj ankom man till Vigo i Spanien, där Castor och Patricia bunkrade fullt, samt den italienska maskinpersonalen på jagarna gick iland hemkallade av sin regering.  Den 10 juni gick Italien in i kriget. 
Trots att chefen för marinen tidigare hade gett instruktioner om att Castor skulle följa med jagarstyrkan, så innebar fartygets låga fart, cirka åtta knop, att olja och vatten troligen inte skulle räcka på jagarna för förflyttningen till Cobh på Irland, enligt Hagmans bedömning. Han detacherade därför Castor och lät jagarna och Patricia gå från Vigo i sin mest ekonomiska fart, tolv knop, i en vid båge ut i Atlanten mot Cobh den 29 maj. 

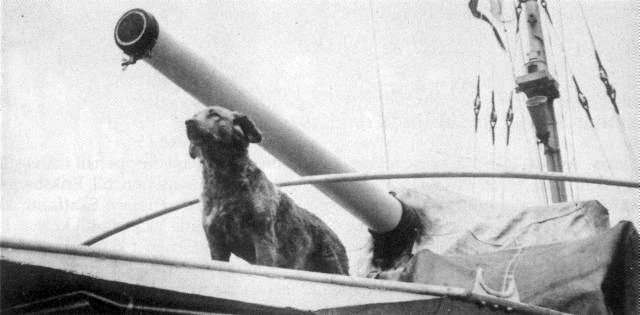
Romulus skeppshund "Spica", en italiensk blandrashund känd för att, i olika sammanhang, alltid känna igen fartygets besättningsmedlemmar.

#### Castorprejas
Castor eskorterades ut genom det ubåtsfarliga området närmast spanska kusten, och fick order att på egen hand fortsätta till Cobh. Vid middagstid den 30 maj prejades Castor av ett franskt bevakningsfartyg. Då tankfartyget enligt dokument tillhörde svenska marinen och förde örlogsflagga, hade det ändå inga kanoner. Ett örlogsfartyg måste ha minst en kanon, menade den franska fartygschefen. Kapten Juhlin var visserligen löjtnant i flottan, men hade ingen uniform. Allt detta gjorde fransmännen misstänksamma, och Castor fick order att gå mot Casablanca, där oklarheter skulle redas ut. Efter ingripande av svenska regeringen släpptes tankern efter två dagar, och fick order att återförena sig med jagarstyrkan i Cobh. 
I slutet av maj och början av juni genomfördes den dramatiska evakueringen av cirka 300 000 engelska och franska soldater från stränderna vid franska Dunkerque tvärs över Engelska kanalen. En ny rutt ut i Atlanten mot Färöarna anvisades av det brittiska amiralitetet, och även Castor skulle ansluta där. I praktiken var danska Färöarna besatta av brittisk militär sedan i april 1940, efter Danmarks kapitulation. Men britterna erkände formellt inte detta, eftersom det skulle inneburit ansvar för Färöarnas styrelse och försörjning.
Utanför Irlands sydkust den 1 juni upptäckte Patricia ett periskop om styrbord, och undanmanöver verkställdes av samtliga fartyg. Jagarstyrkan ankrade i Cobh (Queenstown) den 2 juni. Återigen gick det inte att få tag i någon olja i land. Genom att bunkra från Patricia kunde jagarna fylla på tillräckligt med olja för att nå Färöarna. Dessutom kom besked att 117 civila passagerare, varav 40 kvinnor och 8 barn, skulle följa med på Patricia som passagerare. De flesta var tidigare anställda i engelska företag, som nu blivit utan jobb sedan företagen ställt om till krigsproduktion. Bland passagerarna fanns åtskilliga unga kvinnor som jobbat som au pair, eller i serviceyrken, och nu ville hem på grund av kriget. Även sjömän från krigsförlista svenska fartyg, till exempel S/S Foxen, fanns bland passagerarna. Dessa väntades anlända i mitten av juni, och väntetiden utnyttjades av besättningarna bland annat till fysisk träning. Den 15 juni tog Patricia ombord sina civila passagerare, och på natten till den 16 juni lämnade man Cobh med destination Färöarna.
Den 14 juni marscherade tyska trupper in i Paris, och den 22 juni kapitulerade Frankrike. Det innebar att Storbritannien stod ensamt mot de dittills ständigt segrande tyska trupperna, med ett överhängande hot om tysk invasion. Den tyska flottan hade tidigare mist tio av sina modernaste jagare i slaget om Narvik den 10 och 13 april 1940, och britterna var angelägna om att Tyskland inte skulle få snabb tillgång till nya jagare.

## Incidenten

### Tisdagen den 18 juni
Vid brittiska krigskabinettets sammanträde i London meddelade ministern för Dominions, att fyra svenska jagare hade lämnat Eire för att gå till Färöarna. Han föreslog krigskabinettet att överväga möjligheten att kapa jagarna vid deras ankomst till Färöarna. Utrikesministern förklarade sig vilja undersöka frågan närmare.

### Onsdagen den 19 juni
Vid krigskabinettets sammanträde behandlades förslaget från föregående dag om kapning av jagarna. Ministern för Dominions ansåg, att detta var ett fall där man kunde använda angarierätt. Detta är en i internationell rätt fastställd rättighet för en krigförande nation att beslagta en neutral stats egendom, inom den krigförande nationens territorium eller områden som ockuperats av den. Premiärminister Churchill ansåg det vara av största vikt att sätta sig i besittning av jagarna. Omedelbara åtgärder skulle vidtas och man skulle senare undersöka vilka förklaringar som ansågs lämpliga. Krigskabinettet gav Admiralty i uppdrag att snarast möjligt ge order om kapning av jagarna.

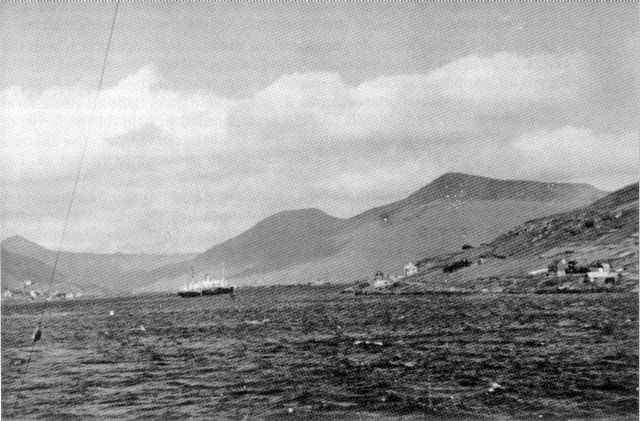
Patricia till ankars längst in i Skaalefjord den 19 juni 1940.

I tät dimma närmade sig Patricia och jagarna Färöarna på nordlig kurs under tidiga morgonen, med minimal fart växlande mellan "Sakta" och "Halv". Klockan 05.45 slogs "Stopp" och "Full back" på Psilander då klipporna var så nära att ekot från ångvisslan återkastades. Fartygen vände ut igen och avvaktade att dimman skulle lätta, för möjlighet till ny angöring. Castor gav sitt läge via radio klockan 09.00 cirka 120 distansminuter från Färöarna, och fartyget skulle vara framme morgonen därpå. 
Samtidigt var den svenske konsuln på Färöarna inte i förväg informerad om jagarnas ankomst av svenska myndigheter, utan fick besked om att ett stort belopp ställts till hans förfogande hos Føroya Banki, att användas för jagarstyrkans behov. Inte heller den brittiske representanten "Naval Officer in Charge of Faroe Islands (NOIC)" Captain Crowther hade fått information om jagarna, innan han meddelades av den svenske konsuln.
Efter att dimman lättat under förmiddagen styrde Patricia med jagarna  återigen in mot Färöarna, och tog ombord lots som förde fartygen till den långsmala Skaalefjorden nära Torshamn. Där blev Patricia anvisad ankringsplats längst in i fjorden, och jagarna fick ankra i taktisk nummerordning - i linje, vid 14-tiden på eftermiddagen. I samma fjord ankrade också ett antal bestyckade engelska trålare (naval drifters) på var sida om jagarna. I land besatte brittisk militär de små telefonstationerna utmed fjorden, och beslagtog kikare och kameror.
| ” | Ombord i Patricia härskade ett riktigt hat mot engelsmännen nu. Jag undrar vad allt detta betyder. Många människor i London, många från informationsministeriet, berättade för mig innan jag for därifrån att engelsmännen säkert skulle ta jagarna, annars skulle tyskarna göra det. De var ju fortfarande italienska jagare och inte svenska, sa man. | „ |
| – Dagboksanteckningar av Maj Lorents, journalist och översättare, medlem av Tisdagsklubben och passagerare på Patricia. | |   |

Kommendörkapten Hagman gav order om att släcka ångpannorna på jagarna för att spara olja. Det innebar att det skulle ta cirka fyra timmar att få jagarna klara för avgång igen. Dessutom beordrades vaktgöring på kvarter, det vill säga ingen stridsberedskap.
| ”                                             | Vi hade olja för cirka 20 timmars gång kvar, dvs med 12 knops fart. Färskvattnet var i det närmaste slut. Det var 320 distansminuter till närmaste norska land. Kom inte Castor fram var vårt läge ej avundsvärt. | „ |
| – Rolf Karlsson, besättningsman på Psilander. | |   |

| ”                                      | Vi kunde beställa proviant om vi behövde, vi kunde rekreera oss, bada varmbad i land och jag vet inte allt. Vi tog det som naturligt eftersom vi befann oss bland vänner, var vi införstådda med. Mer betänksamma hade vi varit på vår resa mot den tyska sidan, men här anade vi ingenting. | „ |
| – Karl Uno Olsson, signalman på Remus. | |   |

De tre brittiska Tribal-klass jagarna HMS Maori, HMS Tartar och HMS Mashona lämnade den brittiska flottbasen Scapa Flow på Orkneyöarna klockan 19.30 med kurs mot Färöarna, och med avsikt att överta de svenska jagarna.

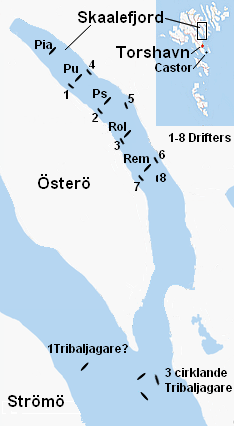
Karta över situationen vid Skaalefjord på Färöarna den 20 juni 1940.

### Torsdagen den 20 juni

#### Klockan 05.00
Under tidiga morgonen kom Castor fram till Färöarna och fick order att ankra sydöst om Torshamn cirka tio distansminuter, en och en halv timmas gångtid, från jagarna i Skaalefjorden. Senare under morgonen kom också de brittiska jagarna fram.
| ”                                        | Det var fult gjort av oss och jag hade en otäck känsla medan det pågick. Vi gjorde klart för strid, satte på oss våra livbälten och stålhjälmar och ångade in i Skaalefjorden där svenskarna ankrat upp långt in. | „ |
| – Ludovic Kennedy, officer på HMS Tartar | |   |

Vakten på Remus, närmast fjordmynningen, märkte att några stora engelska jagare ankrade upp och några bestyckade trålare närmade sig den svenska styrkan. Han väckte vakthavande officeren (VO) och rapporterade.

#### Klockan 07.15
I en motorbåt anlände den brittiske eskaderchefen Captain C. Caslon, samt en Lieutenant-Commander (paymaster) som sekreterare och en civilperson till svenska förbandschefsfartyget HMS Puke. Caslon framförde muntligt i ultimativ form att han direkt från brittiska regeringen hade fått order att ta jagarna i beslag. Som motiv för sitt handlande angavs att man från engelsk sida förutsatte att de svenska jagarna skulle hamna i tyska händer då fartygen närmade sig Sverige. Jagarna skulle enligt de brittiska kraven utrymmas inom två och en halv timma, och besättningarna skulle därefter föras över till England för vidare transport till Sverige. Patricia och Castor kunde fortsätta resan, men motstånd från jagarna eller försök att sänka fartygen, skulle mötas med "lämpliga motåtgärder". Alla radiosändare på de svenska fartygen skulle plomberas omedelbart, och försök att upprätta förbindelse med Sverige förhindras med våld.
Kommendörkapten Hagmans spontana svar var att avvisa kraven, och att han skulle slåss alternativt sänka fartygen. Captain Caslon beklagade detta och påpekade att det bara var fråga om att ta fartygen i förvar, de skulle förbli svensk egendom.
Hagman krävde då att få möjlighet att sätta sig i förbindelse med svenska regeringen, men Caslon förklarade att användning av radio skulle förhindras med våld. Hagman begärde att få den brittiska regeringens krav och motiv i skriftlig form, varefter han skulle svara skriftligt. Caslon lovade att tillmötesgå detta, och lämnade därefter HMS Puke.
| ”                                                                              | We will have a nice little fight at nine o´clock. | „ |
| – Kommendörkapten Hagmans avslutande kommentar när Captain Caslon lämnade Puke |                                                   |   |

#### Klockan 08.00
Meddelande skickades från AC på Puke till övriga svenska fartyg inom synhåll: "Samtliga FC kallas inom en halvtimma". Enligt då gällande reglemente för marinen (RM II §56), kunde förbandschef vid viktigare tillfällen sammankalla underställda chefer för rådslag, där protokoll förs men beslutet fattas av chefen själv.

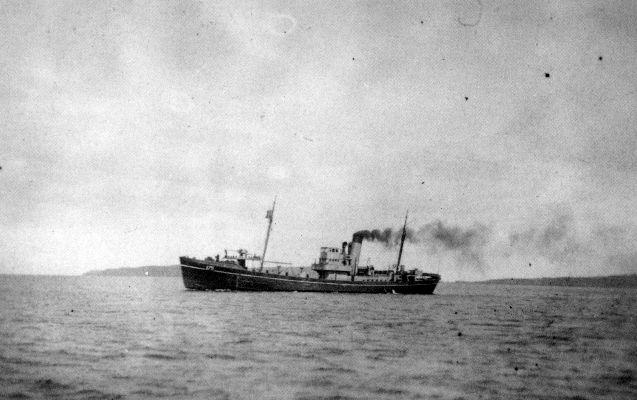
Brittisk drifter på Skaalefjorden.

#### Klockan 08.06
Strax efteråt kom ett nytt meddelande: "Förbered utrymning av jagarna".
| ”                                                    | Jag hade skrivit ned "Förbered utrymning av jagarna" men vägrat fatta innehållet. Som träning brukade vi signalera lustiga texter, som alltid avslutades med ordet övning, men detta ord saknades. I gunrumsgången mötte jag FC och VO. När jag läste upp signalmeddelandet stirrade chefen vilt på mig. | „ |
| – Korpral Curt Lennerhed, skeppsnummer 1 på Romulus. | |   |

Kommendörkapten Hagman var medveten om att jagaren HMS Psilander fått sitt namn av amiralen Gustav von Psilander, som i slaget vid Orford Ness år 1704 vägrade att vika sig för en kraftig engelsk övermakt. I väntan på övriga fartygschefer formulerade han sitt eget ställningstagande.
| ”                                                                                    | Här har jag en möjlighet, som ingen svensk officer haft på 200 år, att ansluta mig till Munthes "Svenska sjöhjältar". Men jag får stoppa min personliga ärelystnad i säcken, för enda möjligheten att lösa uppgiften är att nu ge efter och satsa på att vi genom förhandlingar kan få jagarna tillbaka. | „ |
| – Kommendörkapten Hagman, refererat av löjtnant Bengt Hellsten, 1:e officer på Puke. | |   |

#### Klockan 09.00
De brittiska kraven överlämnades skriftligt. Där anges som bilaga också "Right of Angary", där krigförande länder äger rätt att på eget eller ockuperat territorium tillfälligt beslagta neutral makts egendom. Prejudikat från tysk-franska kriget 1870-1871 och första världskriget anfördes, men ingen med tillämpning på örlogsfartyg. Enligt de skriftliga kraven skulle eventuella skador på de beslagtagna jagarna ersättas. 
| ”                                            | Till skrivelsen hade bifogats en bilaga som var ett utdrag ur någonting som britterna kallade Angaryrätten. Vad denna rätt hade att göra med ett övergrepp på örlogsfartyg tillhörande ett neutralt land kunde nog endast Churchill förklara. | „ |
| – Fänrik John Rumenius, 3:e officer på Remus | |   |

Efter att ha granskat de skriftliga kraven höll fartygscheferna rådslag ombord på Puke. Styrkeförhållandena var kraftigt i brittisk favör. De brittiska jagarna var under gång och stridsberedda i klart skepp (action stations). Vardera av Tribal-jagarna hade åtta stycken 12 cm kanoner, fyra stycken luftvärnsautomatkanoner och fyra stycken torpedtuber. Dessutom fanns bestyckade engelska "drifters" mellan de svenska jagarna, samt posteringar i land.
På svensk sida hade fartygen mycket låg nivå av olja och vatten och ett ofördelaktigt läge för strid i den smala fjorden, avsläckta och ankrade på linje. Efter att under några timmar ha fått upp ångtrycket kunde bara Remus två aktra 10 cm kanoner riktas med fritt skottfält mot de brittiska jagarna. Om de svenska jagarna hade brutit sig ut, skulle de snart ha slut på bränsle och bli enkla mål för Home Fleet. Dessutom fanns Patricia i skottlinjen, lastad med ammunition och med 117 civila personer ombord.
Att själv skada eller sänka de egna jagarna skulle dels hjälpa britterna i deras påstådda strävan att hindra jagarna att falla i tyska händer, dels äventyra svenska regeringens ersättningskrav. Dessutom skulle det medföra allvarliga konsekvenser för Patricia och Castor med passagerare och dyrbara laster av krigsmateriel och olja.

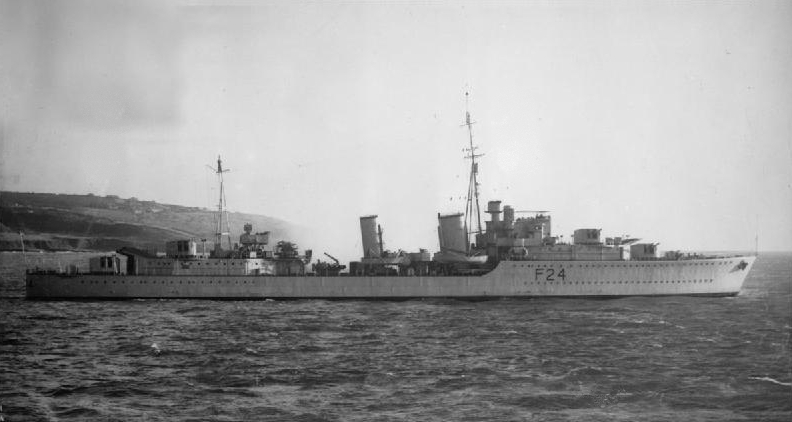
Engelska Tribal-klass jagaren HMS Maori, en av jagarna i Skaalefjord.

#### Klockan 09.20
Flera av Tribal-klass jagarna  styrde in i Skaalefjorden, vände och styrde ut igen.
I det pågående fartygschefsmötet, så skulle enligt reglerna den yngste av fartygscheferna, Edward Hamilton på Remus, yttra sig först för att inte påverkas av de äldre. Samtliga fartygschefer hade ändå samma åsikt, att motstånd var utsiktslöst och att situationen borde lösas med förhandlingar mellan respektive länders regeringar. Kommendörkapten Hagman, som befann sig i den för en svensk officer märkliga situationen att ensam behöva fatta beslut som kunde få storpolitiska konsekvenser, skrev i sitt svar till britterna att han under omständigheterna inte hade något annat val än att gå med på kraven. Men han protesterade också i svaret allvarligt mot hela proceduren, särskilt att han förvägrats möjligheten till kommunikation med egna regeringen.
Innan skrivelsen överlämnades hade en förfrågan gjorts, om besättningarna kunde föras över till Patricia och Castor i stället för att, enligt det ursprungliga ultimatumet, föras till England. Begäran godkändes av engelsmännen.
Efter mötet återvände fartygscheferna till sina fartyg och meddelade besättningarna. Endast personliga tillhörigheter skulle få packas ner i sjösäckarna enligt brittiska direktiv. På AC order medtogs dessutom flaggor och befälstecken utom de blåsande, kojer, filtar, gasmasker med mera. En del tillhörigheter kastades överbord, eftersom besättningarna inte ville överlämna det till engelsmännen. Marketenteriinnehållet delades ut så rättvist som brådskan medgav.
| ”                                 | Chefen sa åt löjtnant Sölje att dela ut whiskyn bland våra kamrater. Han tog upp alla whiskyflaskorna och delade ut "två per backlag". Efter en stund när chefen frågade efter sina flaskor fick han till svar av löjtnanten "dom har jag delat ut till besättningen". Efter en liten paus medan ansiktet började anta en blåaktig färg kom det: "Vad i h-e menar ni, har ni delat ut spriten till besättningen, det var ju vi som skulle ha den". "Jasså", sa löjtnanten. | „ |
| – Einar Andersson, kock på Remus. | |   |

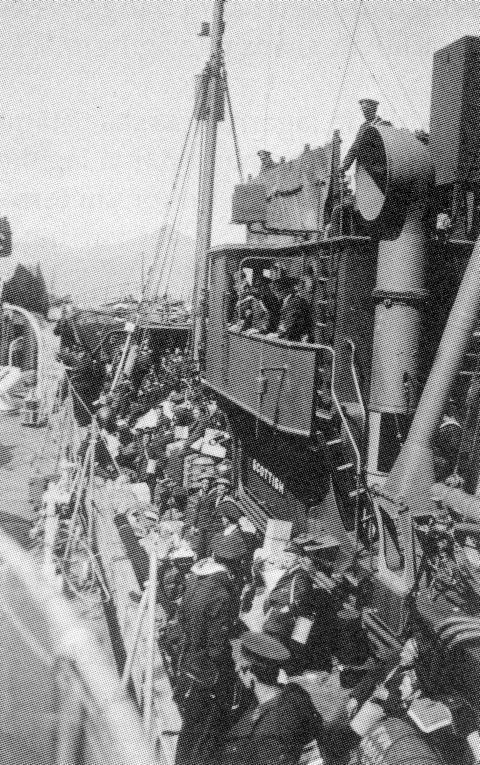
Besättningen på HMS Remus har embarkerat driftern Scottish för vidare transport till tankern Castor.

Trots order från AC att inte försämra läget genom sabotage eller motstånd, jagarna var fortfarande svensk egendom, förekom detta på enskilda besättningsmäns initiativ. På Remus, som låg närmast de brittiska jagarna, fick befälet avstyra begäran från besättningsmedlemmar som trots övermakten ville gå i strid. I maskinrummet på Remus hade vissa kikar, det vill säga ventiler som växlas mellan öppet och stängt med ett kvartsvarvs vridning, och kranar stängts. Dessutom hade några blindflänsar, det vill säga plattor som stoppar flödet i rörledningen, monterats. Slagstiften till kanonerna hade tagits bort, och gjort artilleriet obrukbart. På Romulus fick radiomännen tillstånd att göra sändaren obrukbar. De slog då sönder slutrör och reservrör, samt lämnade en skylt med texten "Pericolo di Morte" (Varning för döden) i radiohytten.

#### Klockan 11.00
Tre drifters användes till att föra över besättningarna från Puke, Psilander och Romulus till Patricia samt från Remus till Castor. Utrymningen leddes av NOIC, Captain Crowther. Utrymningen var känsloladdad för besättningarna från jagarna som fick påspädning av en, i vissa fall, arrogant attityd från drifters besättningar.
| ”                                            | Kanoner och kulsprutor var bemannade och riktade mot oss. Den aktra kulsprutan var bemannad av en man i kockmössa, som hotfullt svängde sin kulspruta fram och tillbaka och grinade hånfullt. I det ögonblicket tror jag alla bittert ångrade att vi inte fått möjlighet att sätta oss till motvärn. | „ |
| – Fänrik John Rumenius, 3:e officer på Remus | |   |

| ”                                                                             | Den ena jagarbesättningen efter den andra sattes ombord på Patricia. Vi stod en grupp människor, både passagerare av båda könen och en del av besättningen och bevittnade detta. En dam i gruppen föreslog att vi skulle sjunga "Deutschland, Deutschland über alles", men någon annan säger då "Nej, det är att göra saken värre än den är". Damen replikerade: "Kan den bli det?" | „ |
| – Mats Wångbladh, 2:a klass sjöman och sjukvårdare på Psilander och Patricia. | |   |

Efter att svenska besättningarna lämnat kom brittiska besättningar ombord på jagarna, med första åtgärd att hala ned de svenska flaggorna och befälstecknen.

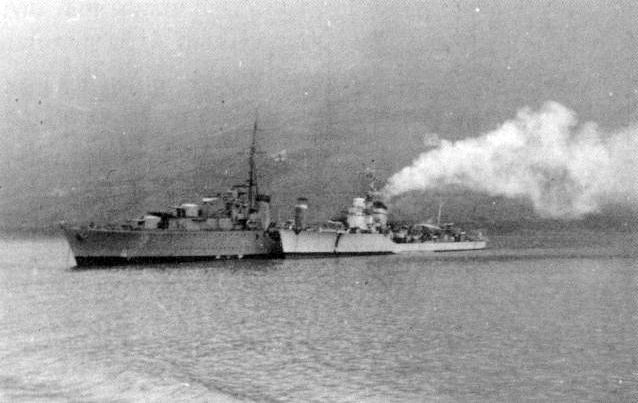
Brittisk Tribal-klass jagare långsides den betydligt mindre HMS Remus, där en tillfällig engelsk besättning försöker få igång maskineriet.

### Fredagen den 21 juni
Klockan 09.00 kom NOIC, Captain Crowther, till Patricia och meddelade att fartyget kunde avgå. Vid 14-tiden på eftermiddagen lättades ankar och man gick ut genom Skaalefjorden med kurs mot norska kusten. Ute på internationellt vatten kunde radiosändare åter användas till kontakt med svenska myndigheter.
I en serie telegram informerade kommendörkapten Hagman, chefen för marinen (CM):
| ” | 1510. I ett läge som gjorde motstånd omöjligt, vi därtill utan olja och vatten, engelsmännen igår med 4 Tribaljagare beslagtagit jagarna trots allvarliga protester. Enligt engelsk uppgift svenska regeringen meddelad och åtgärden grundad på internationell rätt. 1515. Besättningarna med personliga tillhörigheter embarkerade Patricia/Castor. Nu till sjöss invid Färöarna kurs 82 fart 8 knop. Anhålles instruktioner. 1520. Enda möjligheten komma i förbindelse att utgå. Om order återvända Torshamn uppger konsuln, förläggning jagarbesättningarna om än med svårighet kan ordnas Torshamn. Engelsmännen mycket ivriga vi skulle gå, vänta tydligen tyskt anfall. Sent på kvällen kom svaret från CM till AC Hagman: 2245. Återgå Torshamn. Återfordra energiskt jagarna. Engelska regeringen ej meddelat något till svenska regeringen. | „ |

Patricia och Castor girade på kontrakurs tillbaka till Färöarna. Under tiden började en diplomatisk telegramväxling mellan Stockholm och London. Kabinettssekreterare Erik Boheman, som var på middag hos den brittiske ministern i Stockholm, Victor Mallet, blev mycket upprörd och krävde att Mallet skulle telegrafera till London om att jagarna omedelbart skulle friges.

### Lördagen den 22 juni
De två svenska fartygen återvände till Torshamn, där de ankrade på yttre redden klockan 08.00. Den svenske vicekonsuln på Färöarna meddelade att jagarna hade förflyttats till en för honom obekant plats, vilket han protesterat emot hos den brittiske konsuln.
De diplomatiska kontakterna fortsatte. Bland annat samtalade den svenske ministern i London, Björn Prytz, med den brittiske utrikesministern Halifax. Prytz meddelade att, om britterna behöll jagarna, skulle tyskarna anklaga den svenska regeringen för att tillåta kränkning av den svenska neutraliteten, och som konsekvens invadera Sverige. Prytz meddelade också att jagarnas färdväg fullständigt hade diskuterats med den brittiska legationen i Stockholm, vilket Halifax inte ansåg sig känna till.
Senare granskning av källmaterial har gett en förklaring till att det brittiska agerandet eventuellt byggde på ett missförstånd. Den svenska formella begäran om fartygspassage hade blivit liggande hos amiralitetet i London på grund av semestertiderna. Därför blev den brittiska regeringen överraskad av den svenska sjöstyrkans förflyttning, som det uppfattades utan förvarning och utan att följa normal rutin och "proper channel". Misstanken väcktes därför att svenskarna var bulvaner i ett försök att förstärka den tyska flottan med italienska fartyg.

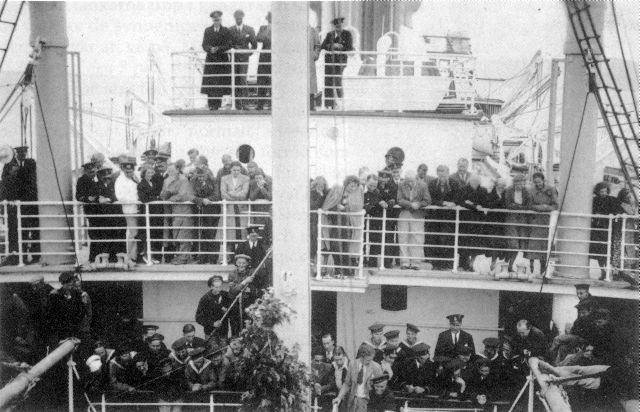
Midsommarfirande den 23 juni 1940 ombord på den överfulla Patricia, till ankars vid Torshamn.

## Jagarna återfås
Under de följande dagarna insåg man på brittisk sida att jagarna var ganska små och inte särskilt effektiva. Man försökte också koppla ett eventuellt frisläppande av jagarna som argument i förhandlingar om andra frågor, till exempel möjlighet att skjuta upp svenska flygplansköp i USA, samt avbrytande av den planerade tyska transiteringstrafiken. Vid brittiska krigskabinettets möte den 24 juni fattades beslut om att släppa jagarna.
På kvällen den 25 juni meddelade NOIC att de svenska jagarna skulle återlämnas till sina besättningar. Två av jagarna befann sig i Kirkwall, och två var på väg dit. För att inte Castor skulle behöva färdas genom de farliga vattnen runt Orkneyöarna fördes Remus besättning också över till Patricia. Enligt direktiv från CM skulle de civila passagerarna inkvarteras i Torshamn, men detta tilläts inte av britterna. Med över 600 personer ombord på ett fartyg som var avsett för 250, avgick Patricia den 30 juni 01.00 till Kirkwall, och var framme cirka klockan 23.
| ”                                                                                | Det fanns också klart antisemitiska inställningar ombord. Jag satt vid ett tillfälle och talade med en person, och då kom ett av Patricias befäl förbi och sa till mig att "här sitter man inte och talar med en tysk jude då jag är i närheten". | „ |
| – Maj Lorents, journalist, medlem av Tisdagsklubben och passagerare på Patricia. | |   |

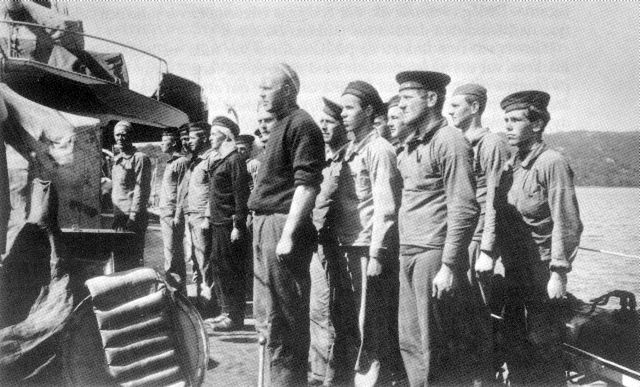
Del av besättningen på Romulus uppställd inför storrengöring i Kirkwall.

På förmiddagen den 1 juli kunde fartygscheferna och vissa besättningsmän inspektera jagarna. Under färden mellan Färöarna och Kirkwall hade de fått åtskilliga skador. Dels på grund av de engelska besättningarnas ovana vid jagarnas maskineri, dels på grund av svenska sabotage. Detta hade lett till upprepade maskinstopp och bogseringar, allt i mycket hårt väder. På Psilander och Romulus hade britterna torrkokat en panna, som därigenom blivit helt förstörd. På Romulus hade olja dessutom av misstag pumpats upp i gångar och mäss. Puke hade skador efter kollision i samband med bogsering, och hade tappat ett ankare. Den engelska besättningen anspelade också på det kraftigt rullande fartygets namn, som på engelska betyder må illa, kräkas.
Fartygen hade till stor del plundrats på lösa inventarier och verktyg. På Remus lista över förlorade inventarier fanns 22 borddukar, 54 handdukar, 53 tallrikar, 77 kaffekoppar och så vidare i en lång lista. Alla förluster, samt lönekostnader för Patricia och Castors besättningar med mera värderades senare till 879 644 kronor, vilket betalades av britterna.
Jagarna återlämnades 2 juli till sina svenska besättningar, som snabbt utförde rengöring och provisorisk reparation av fartygen. Den 5 juli 02.00 lämnade Patricia och jagarna Kirkwall för att åter färdas mot Färöarna. Castor möttes vid en punkt 40 distansminuter öster om öarna på kvällen den 5 juli, och styrkan gick därefter i kolonn mot Norge, med åtta knops fart och ordningen Puke, Psilander, Castor, Patricia, Romulus och Remus. 

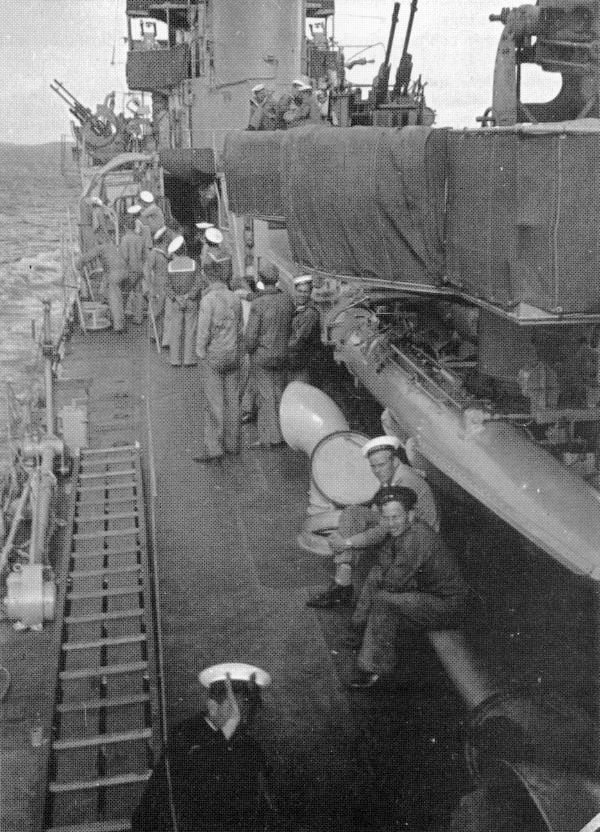
Babords gångbord på Puke under gång med luftvärnsberedskap.

| ”                                                                                   | När jag tjänstgjort på bryggan 27 timmar i ett sträck sände kapten Juhlin genom mig en semaforbegäran om ytterligare en signalman. Svaret kom omgående: "Tyvärr förfrusen står din grannes åker" efter en känd dikt av Runeberg. | „ |
| – Signalkorpral Gunnar Franzén på Romulus, under tillfällig tjänstgöring på Castor. | |   |

### Bombanfall
Efter att ha siktat flygplan både 6 och 7 juli på lång distans kom, utefter norska kusten, vid 6-tiden på morgonen den 8 juli ett bombanfall av flygplan från brittiska kustkommandot, där fyra bomber fälldes mot Castor. Bomberna sprängdes på 50-75 m avstånd från tankern, som efter noggrann kontroll rapporterade att ingen läcka kunde märkas. Anfallet berodde på ett misstag, och britterna har senare bett om ursäkt.
| ”                                 | Inte för att man höll på tyskarna, men England miste man all sympati för. | „ |
| – Einar Andersson, kock på Remus. |                                                                           |   |

Efter att både Puke och Remus sänkt drivande hornminor, kom styrkan fram till Kristiansand på morgonen den 9 juli. Då myndigheterna behövde få några timmar för att varsko den egna kustbevakningen om den svenska styrkans förflyttning, blev Hagman under tiden väl emottagen hos de tyska myndigheterna.
| ”                        | Jag fick ett hjärtligt mottagande hos dem som jag helst inte hade velat besöka, medan jag hos dem som jag trodde var våra verkliga vänner togs på sängen med uppfordran till kapitulation. | „ |
| – Kommendörkapten Hagman | |   |

På eftermiddagen fortsatte resan, och på morgonen den 10 juli passerade styrkan in på svenskt territorialvatten. Vid 17-tiden var jagarna förtöjda vid Nya Varvet i Göteborg där de togs emot av chefen för marinen, amiral Fabian Tamm. Han hälsade fartyg och besättningar välkomna hem, men med en kylig underton. Ingen ifrån regeringen fanns representerad i Göteborg, vilket dåvarande statsminister Per-Albin Hansson senare ångrade.
| ”                                                    | Bilden förmörkades dock när en bister amiral Tamm, chef för Marinen kom ombord. Jag hade tidigare tjänstgjort på amiralens expedition och känt stor uppskattning för honom. Nu kände vi oss inte välkomna och vi kände att resan inte var slut och aldrig skulle bli det. | „ |
| – Korpral Curt Lennerhed, skeppsnummer 1 på Romulus. | |   |

## Efterspel
Efter ankomsten till Göteborg hölls på CM:s initiativ förberedande förhör med Hagman vid fältkrigsrätten vid västkustens marindistrikt. På en fråga från förhörsledaren om Hagman ansåg att han uppehållit "svenska flottans anseende och svenska flaggans ära" svarade han, att han ansåg sig i det aktuella läget ha handlat riktigt, oberoende av reglementen och instruktioner.
Sedan fältkrigsrätten återigen sammanträtt den 6 augusti 1940, konstaterades att Hagmans handlande inte skulle leda till ansvar eller ersättningsskyldighet och att ärendet inte skulle gå vidare till rättegång. 
Vid sammanträdet frågade åklagaren, om det kanske varit lämpligt att låta engelsmännen skjuta ett eller annat skott, och först därefter bestämma om jagarna skulle överlämnas. På det svarade Hagman, att han ofrånkomligt varit tvungen att besvara elden, därmed skulle också alla ersättningsanspråk äventyrats. Det var enligt Hagman utomordentligt viktigt att inte ett enda skott föll.
Trots att statsminister Per Albin Hansson personligen meddelande Hagman att han hade hans stöd för sitt handlande fick Hagman aldrig någon formell upprättelse, eftersom han inte blev offentligt friad i domstol. Han betraktades av många som en förrädare som överlämnat sina fartyg utan strid.
Kritiken från högsta marinledningen gällde också att Hagman detacherat Castor utanför Vigo, mot direktiven från CM att låta tankfartyget ingå i jagarstyrkan. Dagen efter det att fältkrigsrätten avslutat sin förberedande utredning, den 22 augusti 1940 utfärdade chefen för kustflottan, konteramiral Gösta Ehrensvärd, en hemlig order: 
| ”                                                         | Jag förbjuder varje officer under mitt befäl att överlämna sina fartyg till främmande makt, vilket skälet än kan vara. Trohet mot fanan är viktigast av allt. | „ |
| – Chefen för Kustflottan, konteramiral Gösta Ehrensvärd " | |   |

En pressdebatt bröt ut i samband med krigsrättens dom, där de flesta tidningar stödde Hagmans handlande. En kommentar var att "krigsmannaplikten får inte överflödiggöra bruket av hjärnan". Tidningarna på extrema vänsterkanten, och den för sin tyskvänlighet kända Östgöta Correspondenten var kritiska till Hagmans beslut.
På brittisk sida har flera företrädare efteråt uttryckt att man ångrade åtgärden att beslagta jagarna, som kallats "a dirty trick" igångsatt av Secret Service. En hög civil tjänsteman i Admiralty framförde till dåvarande konteramiral Stig H:son Ericson, att den brittiska åtgärden uteslutande kunde förklaras med det nervösa tillstånd som britterna befann sig i, samt att Admiralty gjort en mycket beklaglig blunder. Churchill erkände också senare för svenske ministern Prytz i London, att Hagman skött "den svåra och pinsamma affären" på ett beundransvärt sätt, och att "han besparade båda länderna mycket besvär". Han nämnde också "Om den svenske chefen varit en brittisk officer i motsvarande läge skulle vi ha givit honom en lämplig utmärkelse för att uttrycka vår beundran och nationens tacksamhet".
Incidenten gjorde att den redan tyskvänliga svenska sjöofficerskåren blev rent fientligt inställd mot Storbritannien i allmänhet och mot brittiska flottan i synnerhet. Detta kom att vålla britterna problem i samband med senare händelser kring de i Sverige instängda norska kvarstadsbåtarna, Operation Rubble och Operation Performance.
I förordet till jubileumsskriften för 50-årsjubileet av Italienexpeditionen år 1990 lovordade dåvarande chefen för Marinen, viceamiral Bengt Schuback, kommendörkapten Hagmans handlande och gav honom en postum upprättelse.
| ” | Varje annat alternativ, att sänka fartygen eller att uppta en hopplös och blodig strid, skulle ha spolierat huvuduppgiften, nämligen att föra jagarna till Sverige. Det skulle också ha betytt förlust av svenska liv och kanske till och med ha dragit in Sverige i kriget. Vårt folk, och speciellt förbandets besättningar, har all anledning att vara tacksamma för kommendörkapten Hagmans kloka beslut i denna svåra situation, som kunde ha slutat mycket illa. | „ |
| – Chefen för Marinen, viceamiral Bengt Schuback Ur förordet till jubileumsskriften "Jagarköp under krig" | |   |

## Om källorna
Flera av källorna nämner en fjärde Tribal-klass jagare vid Färöarna, förutom de tre namngivna. Däremot nämner inte någon av källorna vilken jagare det skulle varit. Enligt ett rykte på Romulus fanns också slagskeppet HMS Rodney utanför mynningen av Skaalefjorden.